# 科拉达切里
科拉达切里（Koradacheri），是印度泰米尔纳德邦Thiruvarur县的一个城镇。总人口5970（2001年）。

## 人口
该地2001年总人口5970人，其中男性3003人，女性2967人；0—6岁人口662人，其中男357人，女305人；识字率75.08%，其中男性为80.62%，女性为69.46%。